# 44 Minuten – Die Hölle von Nord Hollywood
44 Minuten – Die Hölle von Nord Hollywood (auch The North Hollywood Shootout) ist ein US-amerikanischer Actionfilm des Regisseurs Yves Simoneau aus dem Jahr 2003. Der Film basiert auf der wahren Begebenheit der North-Hollywood-Schießerei im Februar 1997.

## Handlung
Zwei schwerbewaffnete Männer überfallen die Bank of America in North Hollywood. Beim Betreten der Bank werden die beiden jedoch von einer LAPD-Streife gesehen, die daraufhin Verstärkung anfordert. Die beiden tragen Sturmhauben, Ganzkörperpanzerungen, darüber schwarze Kleidung und sind mit vollautomatischen Sturmgewehren bewaffnet. Sie fordern die Bankangestellten auf, den Tresorraum zu öffnen, und feuern dabei wild um sich, um der Forderung Nachdruck zu verleihen. Mit der Beute verlassen die Täter anschließend das Gebäude, das bereits von der Polizei umstellt ist, und eröffnen das Feuer. Mehrere Polizisten und Passanten werden dabei verletzt. Es gelingt einem der Täter, ihr Fahrzeug vor der Bank in Betrieb zu nehmen und im Schritttempo die Flucht anzutreten, wobei sein Komplize zu Fuß das Fahrzeug begleitet und die Polizei durch zahlreiche Schüsse in Schach hält. Obwohl bereits mehr als 50 Beamte in das Gefecht eingriffen, gelingt es ihnen nicht, die Flüchtigen aufzuhalten. Plötzlich verlässt der zu Fuß unterwegs gewesene Täter die Nähe des Fluchtwagens und liefert sich im Alleingang ein Gefecht mit den Polizisten, wobei er ums Leben kommt. Sein Komplize versucht den Fluchtwagen zu wechseln, kann das neue Fahrzeug jedoch nicht in Betrieb nehmen und beginnt ein Feuergefecht mit einem SWAT-Team, wobei er schwer verletzt wird und später verblutet.

## Kritik
„Nach verhaltenem Anfang steuert der Actionfilm nach authentischen Ereignissen unaufhaltsam dem Feuergefecht entgegen, wobei er die menschlichen Seiten des Polizeieinsatzes nicht ausspart.“

## Hintergrund
Der Film ist eine Verfilmung des Banküberfalls von North Hollywood vom 28. Februar 1997. An diesem Tag überfielen die beiden schwerbewaffneten Männer Larry Eugene Phillips, Jr. (26) und Emil Decebal Mătăsăreanu (30) die Bank of America an der Kreuzung Laurel Canyon Boulevard und Archwood Street. Die beiden trugen Sturmhauben und kugelsichere Ganzkörperpanzerungen und waren mit automatischen Waffen ausgerüstet. Als sie die Bank verließen, kam es zur heftigsten Schießerei in der Geschichte des LAPD, die sogar von mehreren Hubschraubern aus gefilmt und live im Fernsehen übertragen wurde. Nach 44 Minuten war die Schießerei, bei der zwölf Polizisten und acht Passanten schwer verletzt und die beiden Täter getötet wurden, zu Ende.

## Trivia
In einer Szene, in der SWAT Officer Don Anderson eine Kiste seines verstorbenen Vaters aufhebt, sieht man ein Porträt vom realen Officer Don Anderson.